# سیر یا
سیر یا (به لاتین: Syrya) یک منطقهٔ مسکونی در روسیه است که در استان آرخانگلسک واقع شده‌است.